# Сайко, Наталья Петровна
Ната́лия Петро́вна Сайко́  (род. 12 января 1948, Таллин, ЭССР, СССР) — советская и российская актриса театра и кино, Заслуженная артистка РСФСР (1989).

## Биография
Наталия Сайко родилась 12 января 1948 года в Таллине. Там же прошли её детские годы. В детстве Наталия мечтала стать учительницей, балериной или врачом. Но случай решил всё: туристическая поездка в Ленинград, в ходе которой детей сводили на один из спектаклей Большого драматического театра, изменил мечты, и Наталия твёрдо решила стать актрисой. Занималась в школьном театральном кружке.

В 1970 году окончила Театральное училище им. Б. В. Щукина. С 1970 года — актриса московского Театра на Таганке, вошла в первый актёрский состав. В спектакле «Гамлет», в котором она играла Офелию, ей повезло работать вместе с Владимиром Высоцким. Позже она вспоминала:  
«На репетиции «Гамлета» у меня долго не ладилась сцена сумасшествия Офелии, та, где она напевает песенку и раздает веточки вербы. Я измучилась, но не могла найти верную интонацию. И Володя дал совет: возьми, говорит, вот эту строчку тоном выше. Обладая абсолютным слухом, он мгновенно определил, что мне мешает. И все получилось. Его Гамлет незабываем... Помню лицо и слова Володи на последнем спектакле, за несколько дней до смерти: «Все, не могу больше, устал...». 
С 1993 года по 2003 год — актриса «Содружества актёров Таганки» (под руководством Николая Губенко).
В кино начала сниматься с 1968 года, дебютировав в фильме «Деревенский детектив» в роли Зинки Анискиной — дочери знаменитого сельского участкового в исполнении Михаила Жарова. В 1970—1980-х годах активно снималась в кино. С 1993 года в кино не снимается. 

## Семья
Мать и сестра Ольга проживают в Эстонии.
Первый муж — Никита. В браке прожили 7 лет.
Второй муж — Яков Михайлович Безродный (1938—2014), с 1971 года работал помощником администратора, администратором, директором Театра на Таганке. Организовывал концерты Владимира Высоцкого. Похоронен в Москве на Ваганьковском кладбище.
Детей нет.

## Признание и награды
- Приз за лучшую женскую роль на МТФ в Праге (1970, за фильм «Моя улица»[4])
- Заслуженная артистка РСФСР (1989)

## Творчество

### Роли в театре
- «Час пик» Е. Ставиньского — Эва
- «Три сестры» А. П. Чехова — Наталья
- «Деревянные кони» А. П. Абрамова — Сонюшка
- «На дне» М. Горького
- «Пир во время чумы» А. С. Пушкина — Мэри, Лаура
- «Гамлет» Шекспира — Офелия, дочь Полония
- «А зори здесь тихие» Б. Васильева — Соня Гурвич
- «Борис Годунов» А. С. Пушкина

### Роли в кино
- 1968 — Деревенский детектив — Зина Анискина
- 1970 — Десять зим за одно лето — Тинкуца
- 1970 — Моя улица — Маша Скворцова
- 1970 — Взрыв замедленного действия — Лиза
- 1973 — Совсем пропащий — Мэри Джейн
- 1973 — Разные люди — Нина Родионова
- 1973 — Как закалялась сталь — Тоня Туманова
- 1975 — Лавина — Ольга Вышеславцева
- 1977 — Птицы наших надежд — Лия
- 1978 — Осенние колокола — Чернавка
- 1978 — Москва. Чистые пруды — Валентина Жигулина
- 1979 — Старшина — Наташа
- 1980 — Я — актриса — Вера Фёдоровна Комиссаржевская
- 1980 — Зигзаг — Татьяна
- 1982 — Голос — Юлия Мартынова, актриса
- 1982 — Свидание — Калерия Петровна
- 1983 — Безумный день инженера Баркасова — Зоя Баркасова
- 1983 — Жил-был Пётр — Маша
- 1983 — Летаргия — Ольга
- 1983 — Лунная радуга — Бакулина
- 1984 — Маленькое одолжение — Галина Митрофанова
- 1984 — Завещание профессора Доуэля — Анжелика Гай, кинозвезда / Моника Браун, певичка из кабаре / Ева, синтетическая женщина
- 1984 — Пока не выпал снег… — Лариса
- 1985 — Софья Ковалевская — Юлия Лермонтова
- 1985 — Противостояние — Анна Кузьминична Петрова
- 1986 — Михайло Ломоносов — царица Елизавета Петровна
- 1986 — Птичье молоко — Людмила Глазкова
- 1986 — Мой любимый клоун — Алиса Польди
- 1986 — Без сына не приходи! — мама Коли
- 1987 — Единожды солгав… — Эмма Андреевна
- 1988 — Утреннее шоссе — Лера
- 1988 — Хлеб — имя существительное — Улька
- 1989 — Несрочная весна — хозяйка
- 1992 — Солнечный день в конце лета — Ольга Николаевна
- 1993 — Дикая любовь — Раиса Николаевна, воспитательница в школе-интернате